# Riconoscimento delle immagini
Il riconoscimento delle immagini è un ramo della branca dell'informatica detta visione artificiale.
Scopo della visione artificiale è sviluppare algoritmi e metodologie per la riproduzione automatica o semi-automatica di meccanismi tipici dei sistemi di visione biologici, come ad esempio il nostro sistema visivo o il riconoscimento facciale. Questi comprendono il riconoscimento di forme e di colori, l'estrazione di informazioni spaziali e geometriche, o la capacità di segmentare ed inseguire oggetti in movimento.
Per il riconoscimento delle immagini in maniera digitale, l'immagine viene trasformata da segnale analogico (di corrente) a valore numerico corrispondente (digitale), memorizzando poi lo stesso in matrice. Un'immagine digitalizzata è la trasformazione di un'immagine reale in una corrispondente rappresentazione numerica della stessa. Nella fase di digitalizzazione, l'immagine viene trasformata da punti ottici (pixel) a valori digitali in memoria, con corrispondenza in matrice. Fra il pixel fisico nella matrice del CCD della telecamera ed il relativo valore numerico nella matrice di memoria, non esiste solo una corrispondenza di coordinate, ma anche un rapporto fra luminosità letta dal pixel durante la fase di acquisizione ed il valore digitale memorizzato per lo stesso.
In senso ampio, riconoscere l'immagine in maniera automatica significa utilizzare algoritmi che la ricevono in input e sono in grado di estrarre da essa varie informazioni. Le informazioni estratte possono collocarsi su più livelli: basso livello (come le statistiche sulla presenza dei vari toni di grigio o colori, sui bruschi cambiamenti di luminosità, ecc.); livello intermedio (caratteristiche relative a regioni dell'immagine e a relazioni tra regioni) o ad alto livello (determinazione di oggetti con valenza semantica).
Esistono sistemi in grado di riconoscere due immagini come simili che sono basati unicamente sulla estrazione di caratteristiche di basso livello, mentre sono tuttora oggetto di ricerca algoritmi che siano in grado di dare una interpretazione semantica del contenuto di una immagine, pur ristretti a certi domini.